# 国際連合安全保障理事会決議2749
国際連合安全保障理事会決議2749（こくさいれんごうあんぜんほしょうりじかいけつぎ2749、英: United Nations Security Council Resolution 2749）は、2024年8月28日に国際連合安全保障理事会で採択された決議である。
本決議により国際連合レバノン暫定駐留軍の任務の期間が2025年8月31日まで延長された。